# Garo (Magazin)
Garo (jap. ガロ) war ein japanisches Manga-Magazin, das 1964 gegründet wurde und monatlich erschien. Es zeichnete sich vor allem durch seine alternativen und experimentellen Manga-Veröffentlichungen aus.

## Geschichte
Das Magazin wurde im Juli 1964 von Katsuichi Nagai gegründet, weil das Genre der Gekiga, realistische Manga für eine erwachsene Leserschaft, immer erfolgreicher wurde. Der Gekiga-Zeichner Sanpei Shirato half Nagai bei der Gründung des Magazins und veröffentlichte dort von der ersten Ausgabe an sein Erfolgswerk Kamui-den (bei Carlsen ist Kamui Gai-den vom selben Zeichner unter dem Namen Kamui erschienen), das im feudalen Japan spielte und sozialkritisch angelegt war. Das Magazin wurde auch nach einer Figur aus Kamui-den benannt.
Die erste Ausgabe von Garo erschien im September 1964 im B5-Format mit 130 Seiten und kostete 130 Yen. Sie hatte eine Auflage von 8.000 Exemplaren.
Neben Gekiga wie Kamui-den widmete sich Garo auch neuen, jungen Manga-Zeichnern, die von anderen Magazinen keine Chance auf eine Veröffentlichung erhielten. So beispielsweise Yoshiharu Tsuge, der in seinen Manga besonders autobiographische und surrealistische Züge aufwies. Durch eben jene Künstler fand das Magazin schnell Beachtung und wurde als einzigartig anerkannt.
Das Magazin hatte ab den 1960ern einen so großen Einfluss, dass der Manga-Pionier Osamu Tezuka 1967 ein eigenes experimentelles Magazin gründete, das COM.
1971 hatte Garo seine höchste Auflage mit 80.000 Stück je Ausgabe. In den 1980ern sank die Popularität des Magazins jedoch, Mitte der 1980er betrug die Auflagenzahl nur noch 5.000. Als der Gründer des Magazins, Katsuichi Nagai, 1996 starb, schien eine Einstellung des Magazins immer näher, weshalb einige Autoren zu anderen Magazinen wie AX wechselten. Anfang der 2000er Jahre wurde das Garo schließlich eingestellt.

## Ehemalige Mitarbeiter
- Nobuyoshi Araki
- Usamaru Furuya
- Moto Hagio
- Kazuichi Hanawa
- Ikuko Hatoyama
- Hideshi Hino
- Ryōichi Ikegami
- Gōseki Kojima
- Little Fish
- Suehiro Maruo
- Hiroshi Masumura
- Shigeru Mizuki
- Shinji Nagashima
- Kiriko Nananan
- Nekojiru
- Kyōko Okazaki
- Erica Sakurazawa
- Sanpei Shirato
- Hinako Sugiura
- Yoshihiro Tatsumi
- Yoshiharu Tsuge
- Yūko Tsuno
- Shungiku Uchida
- Hanako Yamada
- Murasaki Yamada